# Welliton de Moraes Coimbra
Welliton de Moraes Coimbra (* 10. November 1984 in Gurupi), auch bekannt als Tozin, ist ein ehemaliger brasilianischer Fußballspieler.

## Karriere
Tozin begann seine Karriere 2004 bei Gurupi EC. 2008 wechselte er zum Zweitligisten Clube de Regatas Brasil. 2009 wechselte er zum japanischen Zweitligisten Sagan Tosu, bestritt 39 Zweitligaspiele und schoss dabei 11 Tore. 2010 kehrte er nach Brasilien zurück. Hier spielte er für Guaratinguetá Futebol und Cuiabá EC. 2012 wechselte er zum japanischen Erstligisten Sagan Tosu. Danach spielte er beim brasilianischen Luverdense EC, CA Metropolitano und AA Aparecidense.